# 齐默特多尔济
齐默特多尔济（羅馬化：Chimeddorji，藏語：འཆི་མེད་རྡོ་རྗེ།，？—1782年），博尔济吉特氏，科尔沁蒙古人，郡王罗卜藏喇什子。
雍正三年（1725年）袭封科尔沁扎萨克多罗郡王；雍正八年（1730年）十二月尚和硕端柔公主。乾隆四十七年（1782年）去世。